# Delebio

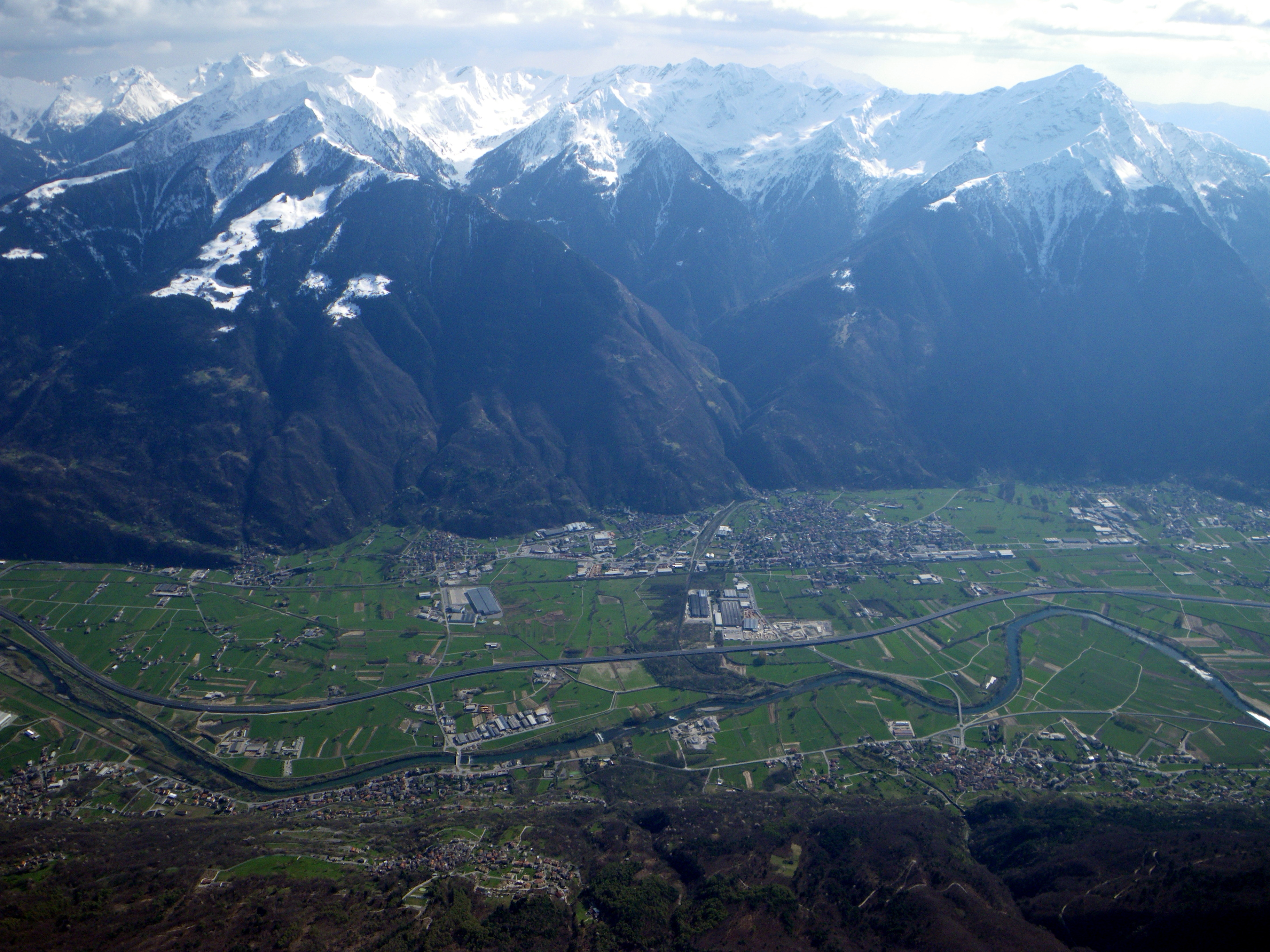
Delebio

Delebio ist eine norditalienische Gemeinde (comune)  in der Provinz Sondrio in der Lombardei. 

## Lage und Einwohner
Die Gemeinde Delebio liegt rund 31 Kilometer westlich von der Provinzhauptstadt Sondrio und grenzt an die Provinz Lecco. Die Adda bildet die nördliche Gemeindegrenze. Die am Nordhang des Monte Legnone liegende Gemeinde hat 3315 Einwohnern (Stand 31. Dezember 2023).
Die Nachbargemeinden sind Andalo Valtellino, Colico (LC), Dubino, Pagnona (LC), Piantedo, Premana (LC) und Rogolo.

### Verkehrsanbindung
Der Bahnhof von Delebio liegt an der Veltlinbahn. Durch die Gemeinde führt die Strada Statale 38 dello Stelvio von Piantedo nach Bozen.

## Geschichte
1432 kam es hier zur Schlacht von Delebio im Kampf zwischen dem Herzog von Mailand mit der Republik Venedig um die Vorherrschaft über Brescia und das Valcamonica, die der Herzog von Mailand schließlich für sich entscheiden konnte.

## Sehenswürdigkeiten
- Pfarrkirche San Carpoforo bewahrt wichtige Gemälde von Giuseppe Antonio Petrini aus Carona TI (erste Hälfte des 18. Jahrhunderts), Fresken von Giovanni Gavazzeni (19. Jahrhundert) und prächtige Dekorationen von Pietro Bianchi genannt il Bustino[2]
- Oratorium San Giuseppe
- Oratorium San Gerolamo oder Oratorium Peregalli mit Fresken von Giuseppe Antonio Petrini aus Carona
- Palast Peregalli mit Stuckarbeiten rocaille
- Palazzo Bassi.